# إلياس الجلاصي
المصري بورسعيد 2019-2023
الاهلي بنغازي الليبي 2024
إلياس الجلاصي (مواليد 7 فبراير 1994) هو لاعب كرة قدم تونسي يلعب في مركز خط الوسط في نادي الاتحاد الرياضي المنستيري.

## وصلات خارجية
- عمرو عصام على موقع قاعدة بيانات كرة القدم.إي يو (الإنجليزية)